# 188 a.C.
Il 188 a.C. (CLXXXVIII a.C. in numeri romani) è un anno  del II secolo a.C.

## Eventi
- Pace di Apamea Roma ottiene dominio dell'Egeo;
- Probabile fondazione, secondo antiche leggende da parte di Gaio Livio Salinatore, della città di Forlì, col nome di Forum Livii;
- Il re Farnace I del Ponto si schiera con Prusia I di Bitinia contro Eumene II di Pergamo.

## Nati
- Han Jingdi, imperatore cinese († 141 a.C.)
- Gaio Lelio Sapiente, politico romano († 125 a.C.)
- Leonida di Rodi, atleta greco antico
- Quinto Cecilio Metello Macedonico, politico e generale romano († 116 a.C.)

## Morti
- 26 settembre - Han Huidi, imperatore cinese (n. 210 a.C.)
- Quinto Minucio Termo, politico e generale romano